# ヘルワン
ヘルワーン（アラビア語: حلوان、英: Helwan）は、エジプトの首都カイロ県の地区。カイロ南郊のナイル川沿いにあり、メンフィスの対岸に当たる。2008年から2011年までの短い期間、独立した都市として機能しヘルワーン県の県都であったがカイロ県に復帰した。鉄鋼、織物、セメントなどの工業が立地する。温泉がわき、カイロ地下鉄1号線の終点でもある。ヘルワーン大学がある。
ケディバル天文台は1903年から1904年にかけてハレー彗星を観察するために使用された。ビーマン病院は1939年に設立されたエジプト最古の私立精神病院である。20世紀初期にはヘルワーン空軍基地があり、初期は英国空軍が、後にはエジプト空軍が使用した。